# Návrat vysloužilého boha
Návrat vysloužilého boha je 7. epizoda 9. řady sci-fi seriálu Hvězdná brána.

## Děj
Vala je stále pohřešovaná po incidentu na Kallaně. Mitchell obnovuje tým SG-1 pod svým velením ve složení: pplk. Samantha Carterová, Daniel Jackson a Teal'c.
Na kraji venkovské silnice ve Virginii, u malého městečka jménem Eddison, je objeven mrtvý Jaffský válečník patřící ke Gerakovi. Tým SG-1 má vyšetřit proč.
Mitchell a Teal'c vyslýchají Geraka na Dakaře, ale on se jen vyhýba odpovědím na jejich otázky. Daniel a Carterová mezitím, míří do Virginie, kde pomalu odhalují složité spiknutí, zahrnující několik společností, a to zejména dodavatele Ministerstva obranny Farrow-Marshall Aeronautics.
Zpět na Dakaře. Ka'lel, další vůdce Jaffů, se soukromě svěří Teal'covi a Mitchellovi. Jeho šokující zpráva potvrzuje teorii Daniela a Carterové, že Ba'al, jeden z nejvíce despotických Goa'uldů, vládců systému, žije inkognito ve Spojených státech. Gerak posílá Jaffy na Zemi v naději, že Ba'ala zajme, a tím si upevní svou moc v Jaffské radě.
Po neúspěšném útoku Gerakových Jaffů na budovu Farrow-Marshall, pošle Ba'al do SGC videozáznam. Na záznamu oznámil, že chce pouze podnikat a žít na Zemi v míru. Slibuje, že nezpůsobí žádné potíže. Ale pokud někdo z lidí nebo Jaffů na něj znovu zaútočí, odpálí naquadahovou bombu někde ve Spojených státech.
Ponechání bývalého vládce systému žít Zemi samozřejmě nepřipadá v úvahu. Mitchell a Teal'c se snaží zabránit Gerakovým Jaffům provádět další útoky, zatímco Carterová a Daniel vystopují Ba'ala pomocí Agenta Barretta a NID. Doufají, že se ho podaří zabít rychle a tiše, aby neměl čas odpálit bombu. Jejich plány jsou však překaženy. Navíc Ba'al vystoupí veřejně na konferenci v televizním zpravodajství. V přestrojení za podnikatele, hrdě oznamuje jeho převzetí velké korporace Hammel Technologies.
SG-1 musí nyní najít způsob, jak chytit nyní slavného Ba'ala, přelstít Gerakovy Jaffské válečníky, a zneškodnit bombu skrytou někde ve Spojených státech, a to vše bez zveřejnění programu Hvězdné brány. SG-1 se rozhodnou zabít Ba'ala použitím stejného jedu na symbionty, vytvořeného Tok'ry, který byl použit Společností ke zničení několika Goa'uldských planet o rok předtím. Teal'c a Mitchell se vrací na Dakaru, kde Teal'c obviňuje Geraka, že lhal Radě a slibuje, že pokud lidé z Tau'ri zajmou Ba'ala, předají jej Jaffům.
Ba'al se vůbec nepokouší skrývat. Po obdržení informace o hrozícím útoku letectva na jeho sídlo, pošle další zprávu SGC, kde říká, že naqahdahová bomba je umístěna v mrakodrapu v Seattlu, a že ji odpálí během hodiny. A dodává, že to bude pouze první varování.
Carterová je transportována do Seattlu pomocí lodi Prometheus, aby se setkala s týmem, který se snaží najít bombu. Mají evakuováno pět bloků, ale nemohou najít bombu, přestože hodnoty naqahdahu se zdají být na všech místech v celé budově. Mrakodrap, který byl postaven pouze před měsícem, měl celou vnitřní kostru postavenu z naqahdahu, je to bomba. Mitchell kontaktuje Prometheus, který transportuje celou budovu do vesmíru, kde mimo nebezpečí exploduje.
Když se Teal'c vrátí na Dakaru, aby se postavil Gerakovi, zjistí, že Gerak zajal Ba'ala. Ba'al je zabit přímo před Teal'cem. Gerak vyhrál, a Rada Jaffů jej nyní zcela podporuje. Carterová však zjistí, že Ba'al experimentoval s technologii klonování, Ba'al, který byl zabit Gerakem je jedním z mnoha nových Ba'alových klonů, které si teď mohou dělat, co se jim zlíbí.